# Trindtjärnen (Degerfors socken, Västerbotten)
Trindtjärnen är en sjö i Vindelns kommun i Västerbotten och ingår i Umeälvens huvudavrinningsområde.